# Ахангаранский район

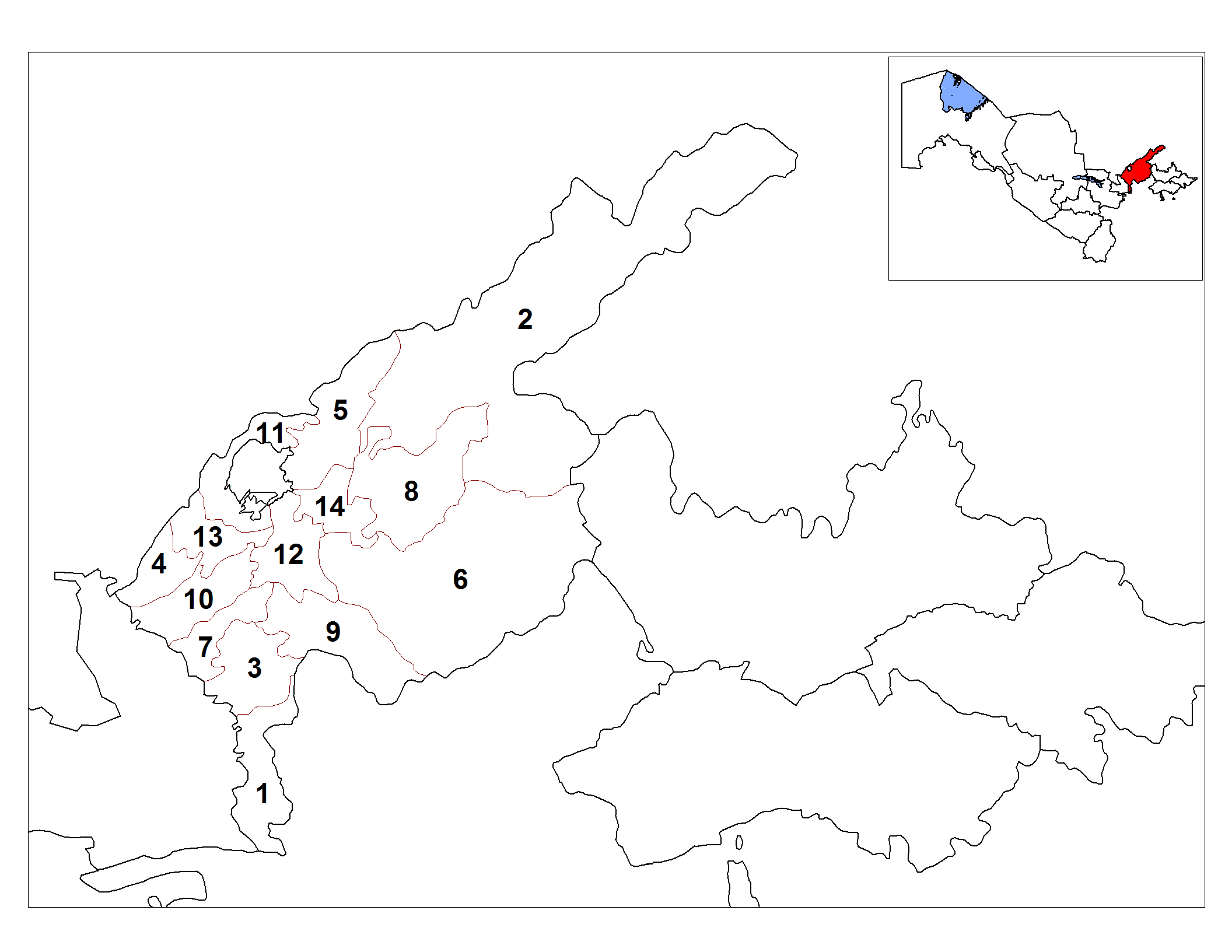
Карта Ташкентской области. Ахангаранский район обозначен номером 6.

Ахангара́нский район (тума́н; узб. Ohangaron tumani / Оҳангарон тумани) — район в Ташкентской области (вилояте) Республики Узбекистан. Административный центр — город Ахангара́н.

## География
Ахангаранский район занимает обширную юго-восточную часть Ташкентской области. С севера граничит с Бостанлыкским и Паркентским районами, с северо-запада — с Юкарычирчикским и Уртачирчикским районами, с запада — с Пскентским районом (все вышеперечисленные районы входят в Ташкентскую область), с северо-востока и частично с востока — с Наманганской областью страны, с юга — с Республикой Таджикистан.
Площадь района составляет 3190 км², и с этим показателем Ахангаранский район занимает 2-е место по площади территории среди районов Ташкентской области (на 1-м месте находится Бостанлыкский район с площадью 4940 км²).

## Природа

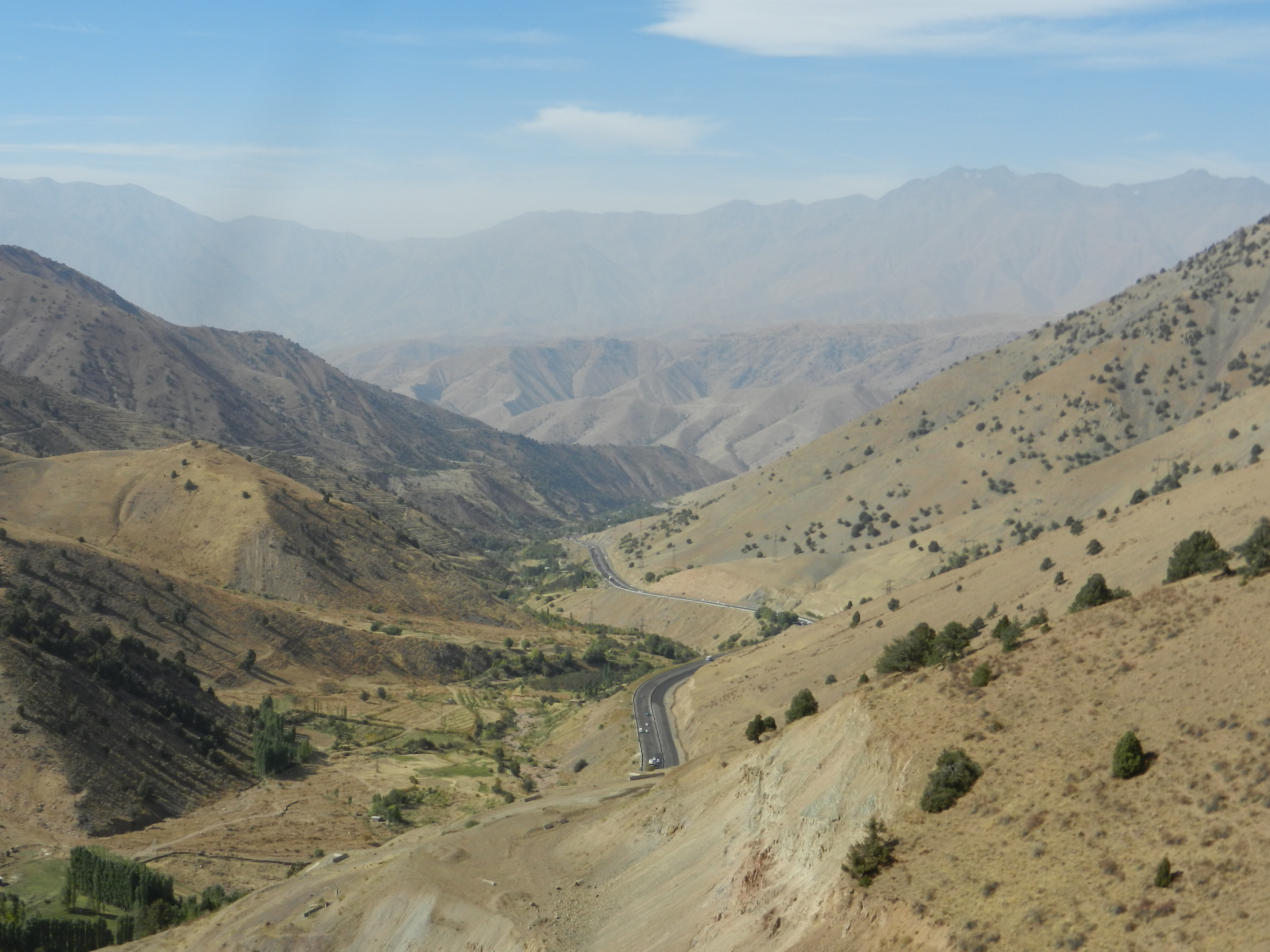
Камчикский перевал

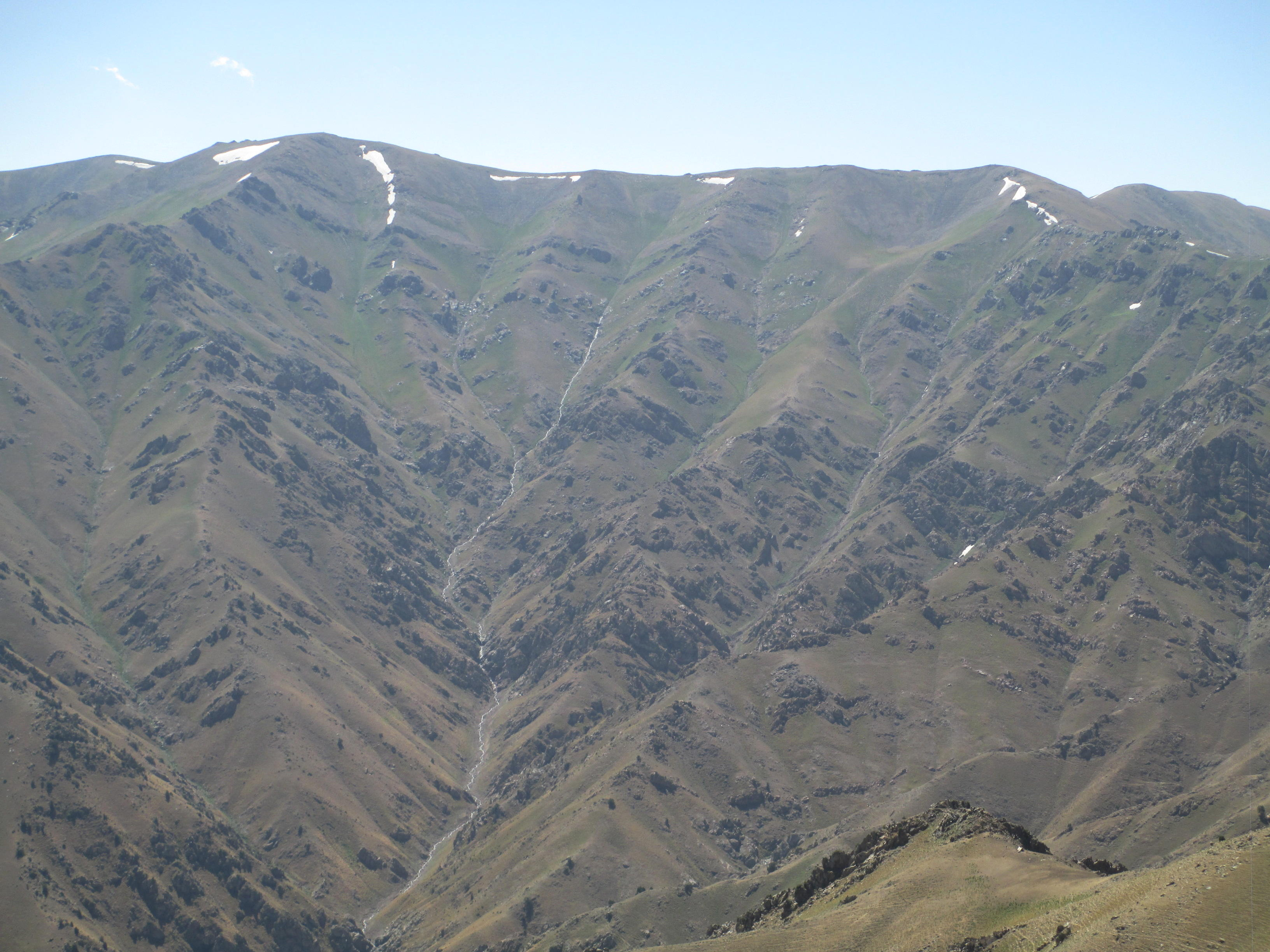
Чаткальский хребет и истоки одной из рек района

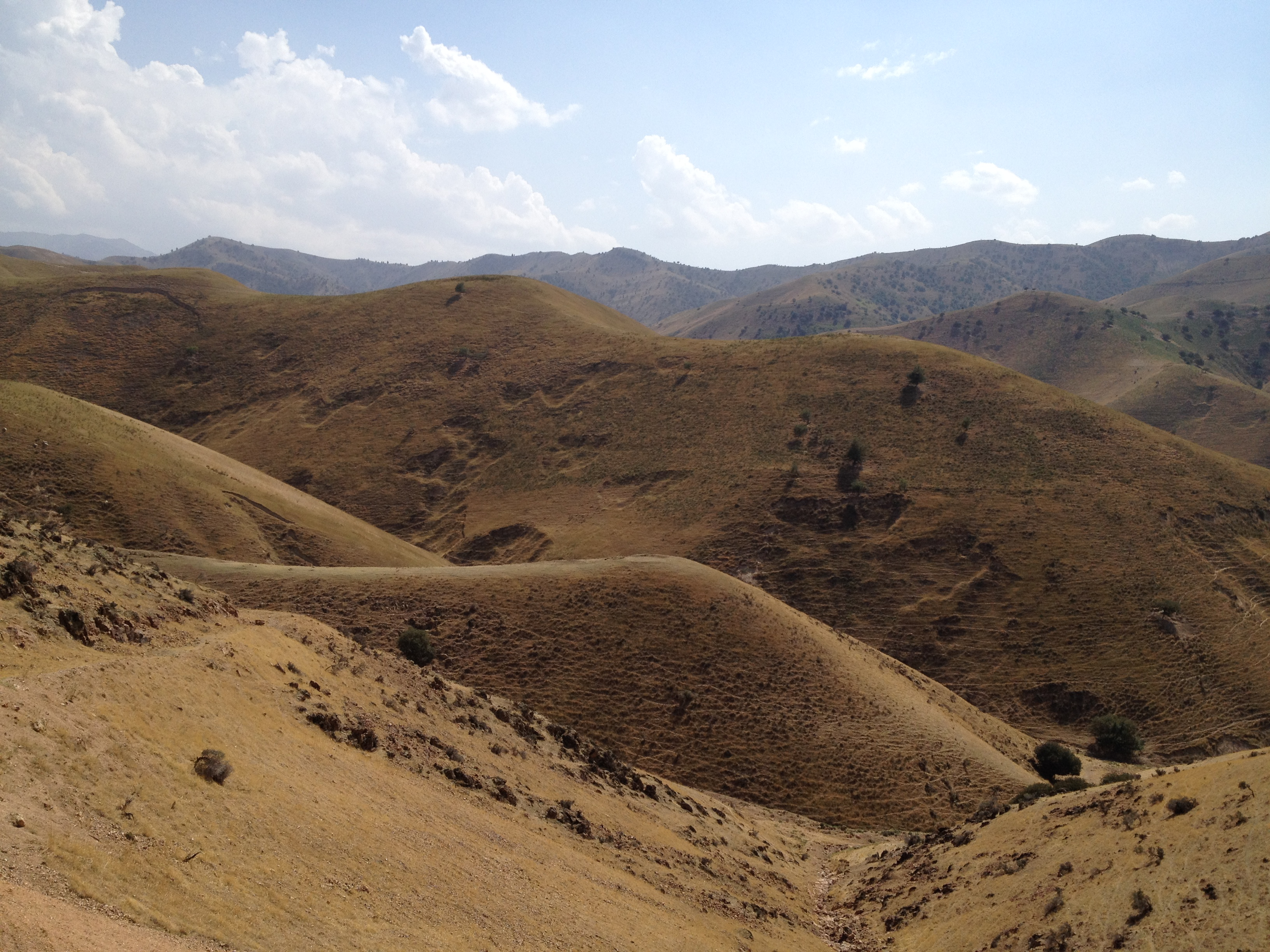
Горы Кураминского хребта

### Климат
Климат района является континентальным, с жарким и сухим летом при холодной зиме.
Среднегодовая температура составляет +15,0 °C, средняя температура января равна -3,0 °C, средняя температура июля — +26,0 °C. Абсолютный минимум температуры составил -28 °C, абсолютный температурный максимум — +50 °C.
В среднем на территории района выпадает 220-280 мм осадков в год (основная часть осадков приходится на весну и осень). Вегетационный период в среднем длится 180 дней.

### Почвы
Почвенный покров адыров образуют в основном серозёмы и лугово-серозёмные почвы.

### Рельеф
Рельеф Ахангаранского района относительно однообразен и представлен в основном горами и высокогорьем, а также возвышенностями и долинами рек.
Низменности распространены в основном в долинах рек. Горами занята почти вся часть территории района, где располагаются высокие горные системы, в том числе край юго-западной части Тань-Шаня, представленные Кураминским и Чаткальским хребтами.
Высоты на территории района увеличиваются в направлении с запада на восток и с юга на север. Район в среднем находится на высоте 1400 метров над уровнем моря.
В горах района много вершин высотой более 2000 метров. На крайней северной части Ахангаранского района расположена горная вершина Кызылнура высотой 3267 метров, которая является одной из высочайших в юго-западном Тянь-Шане.
Через многие относительно высокие горы проходят автомобильные перевалы, в том числе расположенный на восточной границе района Камчикский перевал, соединяющий Ташкентскую область и весь западный и центральный Узбекистан с Ферганской долиной страны (его высота составляет 2268 метров над уровнем моря).
Холмы района образованы в основном песчаниками и лёссами. Подножия многих гор в основном состоят из сланца и гранита.
Территория района входит в сейсмоопасную зону и ежегодно на ней происходят от 6 и более землетрясений различной силы.

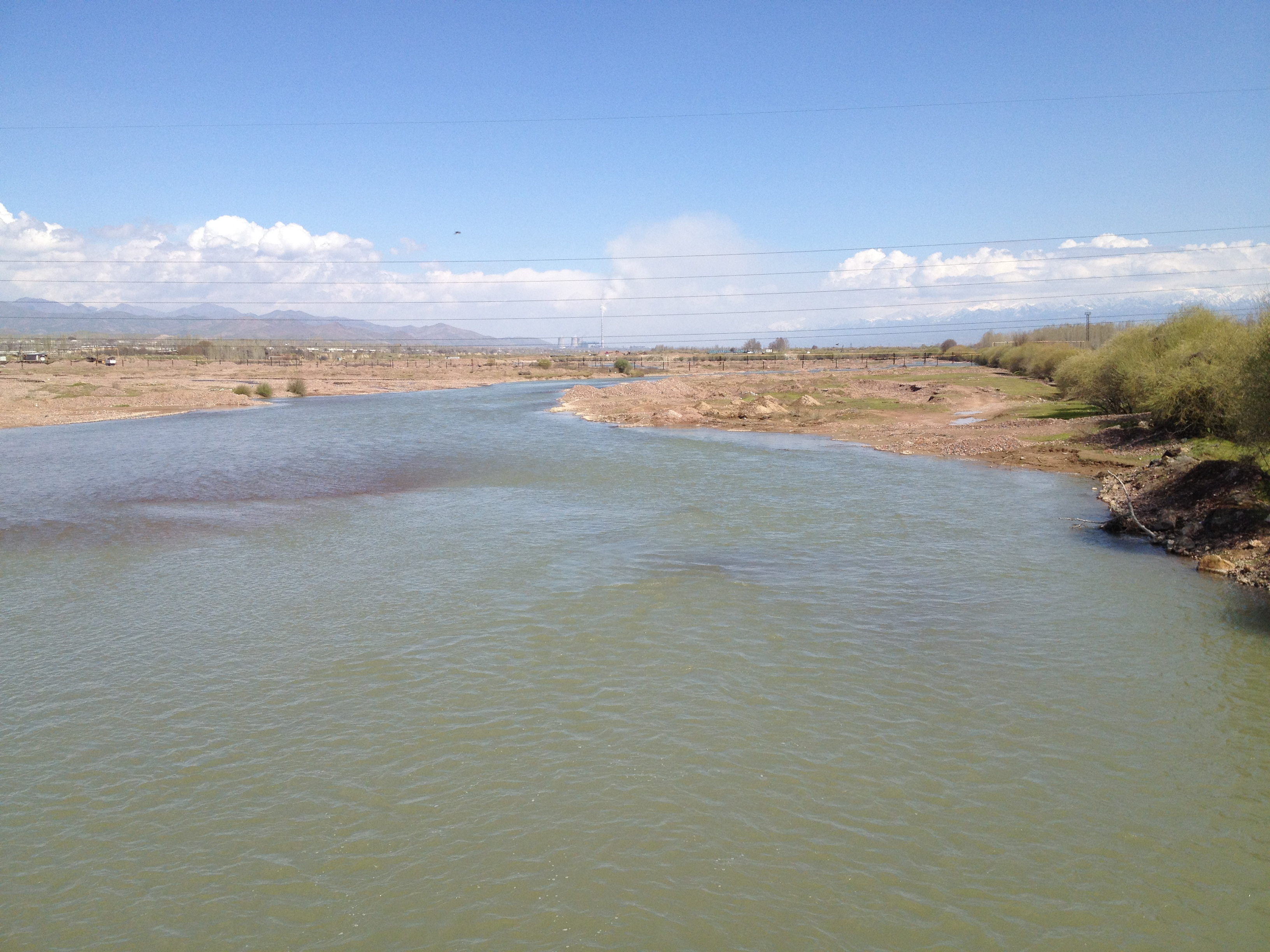
Река Ахангаран близ одноимённого города

### Гидрография

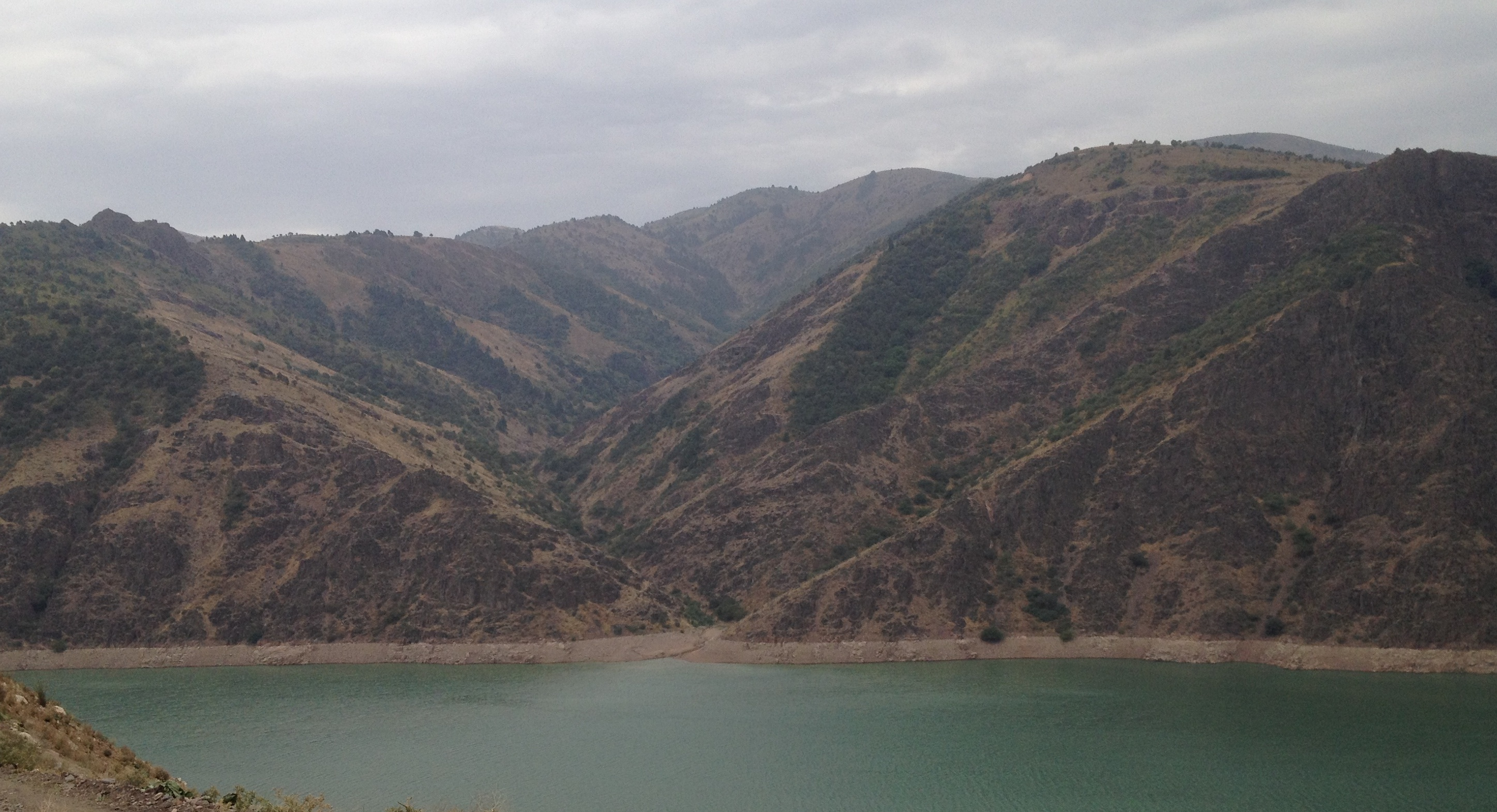
Кураминские горы и Ахангаранское водохранилище

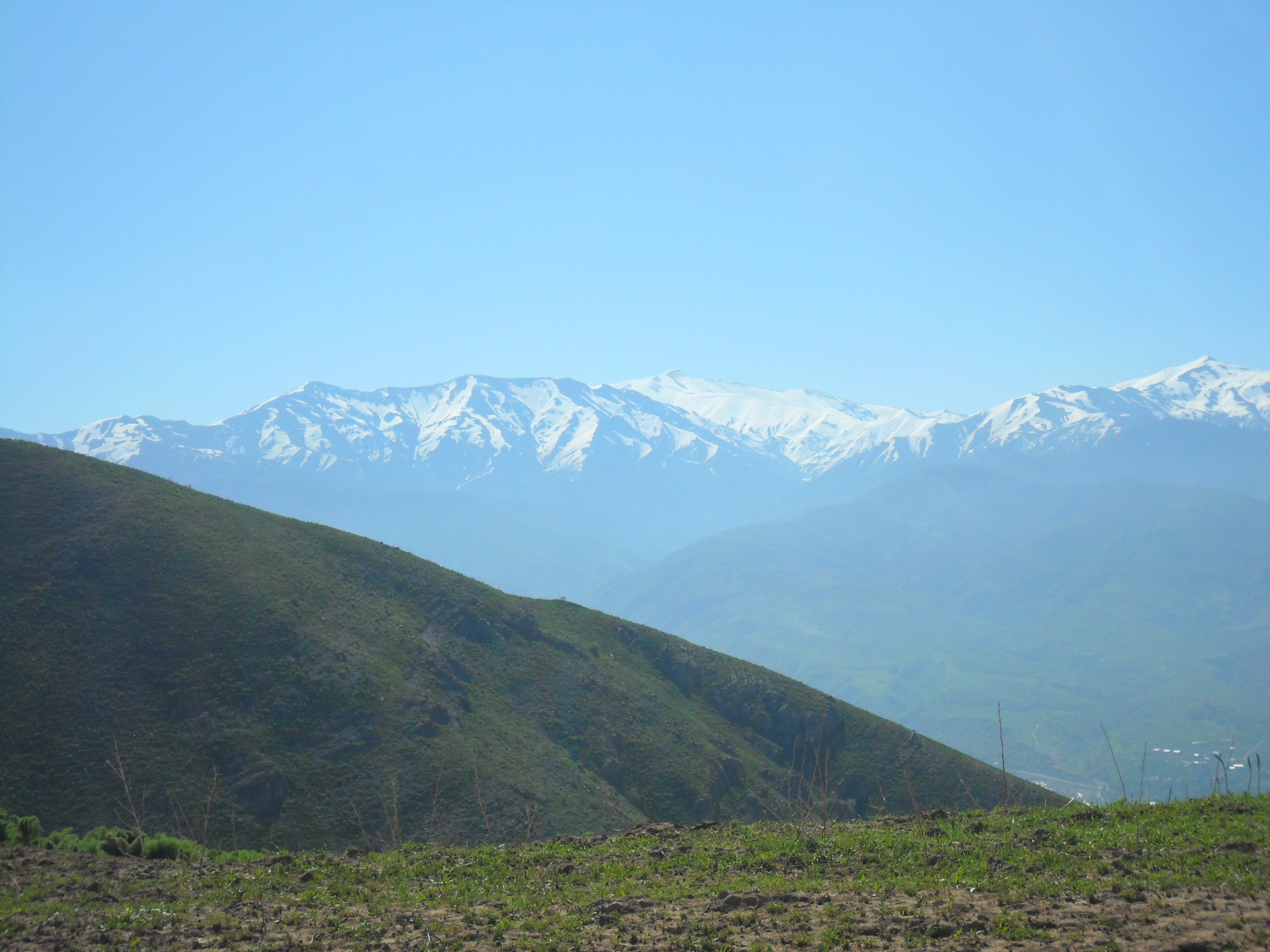
Вид на горную вершину Кызылнура

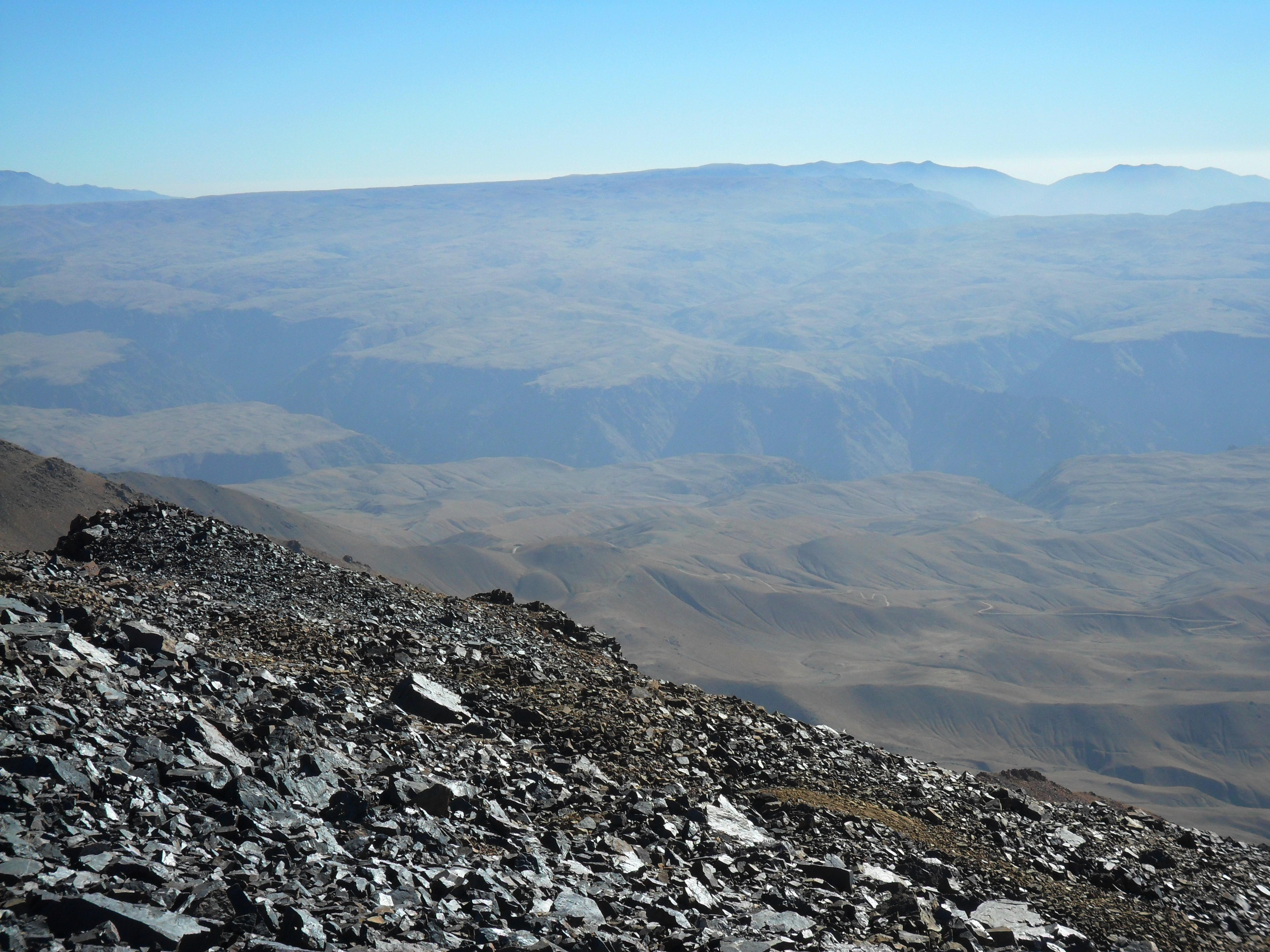
Вид на долину реки Ахангаран с пика Каракуш

Почти со всех горных хребтов стекают водотоки (саи), некоторые из которых превращаются в реки. Основная часть саев и водотоков являются притоками реки Ахангаран, основная часть которой протекает именно по территории Ахангаранского района.
Наиболее крупные из её притоков: Дукентсай (с крупным притоком Каттасай), Карабаусай, Нишбаш, Иерташ, Саукбулак, Куксарай, Бешкуль, Четсу, Чинар, Карабаг, Акча, Шавваз, Наугарзансай, Гушсай и другие.
По территории района стекают ещё несколько саев, ныне иссякающих и никогда не доходивших до Ахангарана, крупнейшие из которых — Беляутсай и Абджазсай.
По территории района также протекает Паркентский канал, который является левым отводом реки Чирчик и имеет большое значение для орошения земель не только Ахангаранского района, но и для соседних западных и северо-западных районов.
Воды многих рек используются на орошаемое земледелие, практикуемое на пологих склонах у подножья гор. Также в восточной части района расположено Ахангаранское водохранилище, которое является одним из крупнейших водохранилищ Ташкентской области, используемое для орошения в Ахангаранском, Уртачирчикском, Пскентском и Букинском районах.

### Флора и фауна
На территории района повсеместно распространены дженгилы, сладколистные Астрагалы, полыни и другие лечебные горные растения. В горной местности в дикорастущем виде встречаются яблоня, арча, грецкий орех, фисташка, миндаль, шиповник, вишня, барбарис и другие растения.
Из млекопитающих на территории района распространены евразийские волки, шакалы, бухарские лисицы, кабаны, зайцы, барсуки, ежы, встречаются тяньшаньские бурые медведи, имеются неоднократные сообщения об обнаружении на севере и востоке района снежных барсов. Из птиц здесь встречаются-Перепелки, Кеклики, Коршуны, Орлы, Беркуты и др.
By : Abubakr Gulomov

## История
Ахангаранский район был образован в 1926 году. В 1957 году упразднён. 7 января 1961 года восстановлен в составе Ташкентской области. В его состав вошли поселковые советы Аблык и Карахтай, ранее подчиненных Ангренскому горсовету, поселковые советы Ахангаран и Теляу, ранее подчиненных Алмалыкскому горсовету.

## Административно-территориальное деление
Административным центром района является город Ахангаран с населением более 20 000 человек, являющийся единственным населённым пунктом со статусом города в районе.
Внутри Ахангаранского района расположен город Ангрен с населением около 180 000 человек, который не входит в состав района.
В районе имеется 4 посёлка (Ён-арык, Карахтай, Телов, Эйвалек), а также 9 сельских сходов граждан (Бирлик, Дустлик, Карахтай, Курама, Озодлик, Сусам, Телов, Увак, Чинар).
Главой района является хоким. Здание администрации района и главные представительства государственных органов страны расположены в городе Ахангаран.

## Промышленность и транспорт

### Промышленность
- Ахангаранцемент

### Транспорт
Общая длина автомобильных дорог на территории Ахангаранского района составляет 205 км, основная часть которых приходится на автодороги республиканского значения.
Через территорию района проходят железная дорога и автомобильные дороги Ташкент — Ангрен, Ташкент — Коканд — Ош — Кашгар.

## Социальная сфера

### Образование
По состоянию на 2010 год, в Ахангаранском районе функционировала 51 общеобразовательная школа, часть из которых на русском языке.
В школах получали образование более 15 000 детей. Имеется несколько профессиональных колледжей и гимназий.

### Культура и просвещение
В Ахангаранском районе функционируют театр, музеи, центральный дворец культуры, дома культуры, многочисленные клубы и 28 библиотек (по состоянию на начало 2000-х годов).
Кроме распространённых по всему Узбекистану и Ташкентской области газет, журналов, радиостанций и телеканалов, на территории Ахангаранского района с 1932 года издаётся газета «Ахангаран» (ранее носила название «Курама хакикати») на узбекском языке.

### Медицина
По состоянию на начало 2000-х годов в районе действовала центральная больница, по 14 фельдшерско-акушерских и сельских врачебных пунктов, 3 сельских врачебных амбулаторий.

### Спорт
В Ахангаранском районе функционируют стадионы, спортзалы, спортплощадки и другие спортивные сооружения. По состоянию на начало 2000-х годов, действовало 42 спортивных объекта.